# Esterpole
Esterpole is een plaats in het Poolse district  Śremski, woiwodschap Groot-Polen. De plaats maakt deel uit van de gemeente Brodnica en telt 100 inwoners.